# Rich Perry
Rich Perry (Cleveland, 31 december 1949) is een Amerikaanse jazzsaxofonist.

## Biografie
Rich Perry studeerde aan de Bowling Green State University, voordat hij verhuisde naar New York. In 1975 ging hij op tournee met het Glenn Miller Orchestra (Ghost Band). In 1976 was hij lid van het Thad Jones/Mel Lewis Orchestra. Hij speelde bovendien met Chet Baker, Machito, Bob Moses, Jack McDuff, Billy Hart, Eddie Gomez, Tom Harrell en Harold Danko. Sinds 1993 nam hij een reeks albums op voor SteepleChase Records, waaraan Danko, Jeff Hirshfield, Fred Hersch, Tom Rainey, Jay Anderson, Victor Lewis, Billy Drummond en George Mraz meewerkten. Perry is tegenwoordig lid van het Vanguard Jazz Orchestra en bovendien speelde hij in het Maria Schneider Orchestra.
Perry doceert aan de William Paterson University. In de loop van zijn carrière werkte hij bovendien mee aan opnamen van Rufus Reid, George Mraz, Fred Hersch, Ron McClure, Andy LaVerne, Paul Bley, de John Fedchock New York Big Band, Dave Stryker, Lee Konitz (RichLee), Holger Scheidt en de Joe Henderson Big Band.

## Discografie
SteepleChase Records
- 1993: To Start Again
- 1994: Beautiful Love
- 1995: What Is This?
- 2000: So in Love
- 2000: Doxy
- 2001: O Grand Amor
- 2002: Hearsay
- 2003: At Eastman
- 2004: East of the Sun and West of 2nd Avenue
- 2005: You're My Everything
- 2006: Rhapsody
- 2006: At the Kitano, Vol. 1
- 2007: E.Motion
- 2008: At the Kitano, Vol. 2
- 2019: Other Matters